# Funicolare di Kiev
La funicolare di Kiev (in ucraino Київський фунікулер?, in russo Киевский фуникулёр?) è una funicolare della capitale ucraina che collega la città vecchia col quartiere di Podil superando la collina di San Vladimiro. Dispone di due stazioni, a monte e a valle, ed è gestita dall'azienda municipale Kyïvpastrans.

## Storia
La funicolare venne costruita a partire dal 1902 e venne aperta al pubblico il 20 maggio 1905. Il costo di 230.000 rubli dell'epoca venne coperto dalla società belga che gestiva la rete tranviaria di Kiev.
La funicolare venne progettata da Arthur Abrahamson, ingegnere ferroviario che studiò a Zurigo e San Pietroburgo. Le stazioni vennero inizialmente sviluppate da N. Piatnitskiy, mentre la struttura ferroviaria venne progettata da N. Barishnikov.
Data la sua vicinanza alla cattedrale del Monastero dorato di San Michele, in passato era chiamata ascensore meccanico di San Michele (in ucraino Михайлівський механічний підйом?, Mykhajlivs'kyi mechanichnyj pidjom). Dopo la distruzione della cattedrale da parte delle governo sovietico nel 1935-1936, il nome della funicolare venne modificato.
La funicolare è stata rinnovata tre volte, nel 1928, 1958 e 1984.
Nel 1984 la facciata della stazione inferiore, vicina a piazza della Posta, è stata ridisegnata, tra gli altri, dagli architetti Janos Vig, Valentine Yezhov.

## Caratteristiche
La funicolare utilizza un binario unico con interscambio delle vetture a metà percorso. Le vetture sono contraddistinte dalle lettere cirilliche Л (L) e П (P) che indicano rispettivamente quella di sinistra e destra.
Scartamento: 1.200 mm.
 
Lunghezza totale: 238 m.

Grandiente: 36%.

Alimentazione: elettrica (il motore è situato nella stazione superiore).

Tempo di percorrenza: circa 3 minuti.
La linea parte da piazza San Michele nella città alta e arriva a piazza della Posta(in ucraino Поштова площа?, Postova plošča) a Podil.
Il prezzo del biglietto nel 2015 era di 3 grivnie (pari a circa 10 centesimi di euro).
La funicolare è utilizzata giornalmente da circa 10-15.000 utenti, per un totale di circa 2,8 milioni di passeggeri all'anno.

## Galleria d'immagini

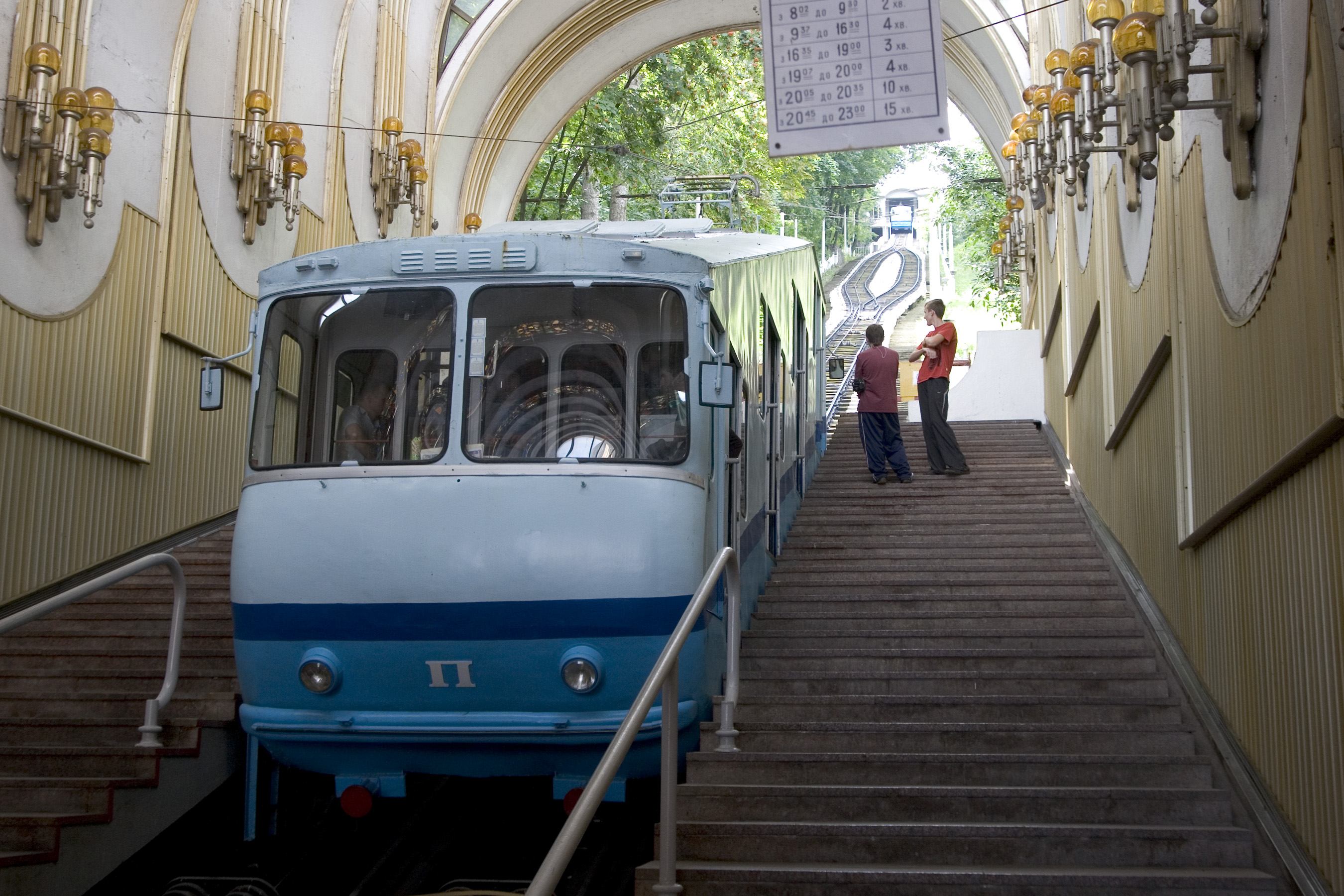
Stazione a valle
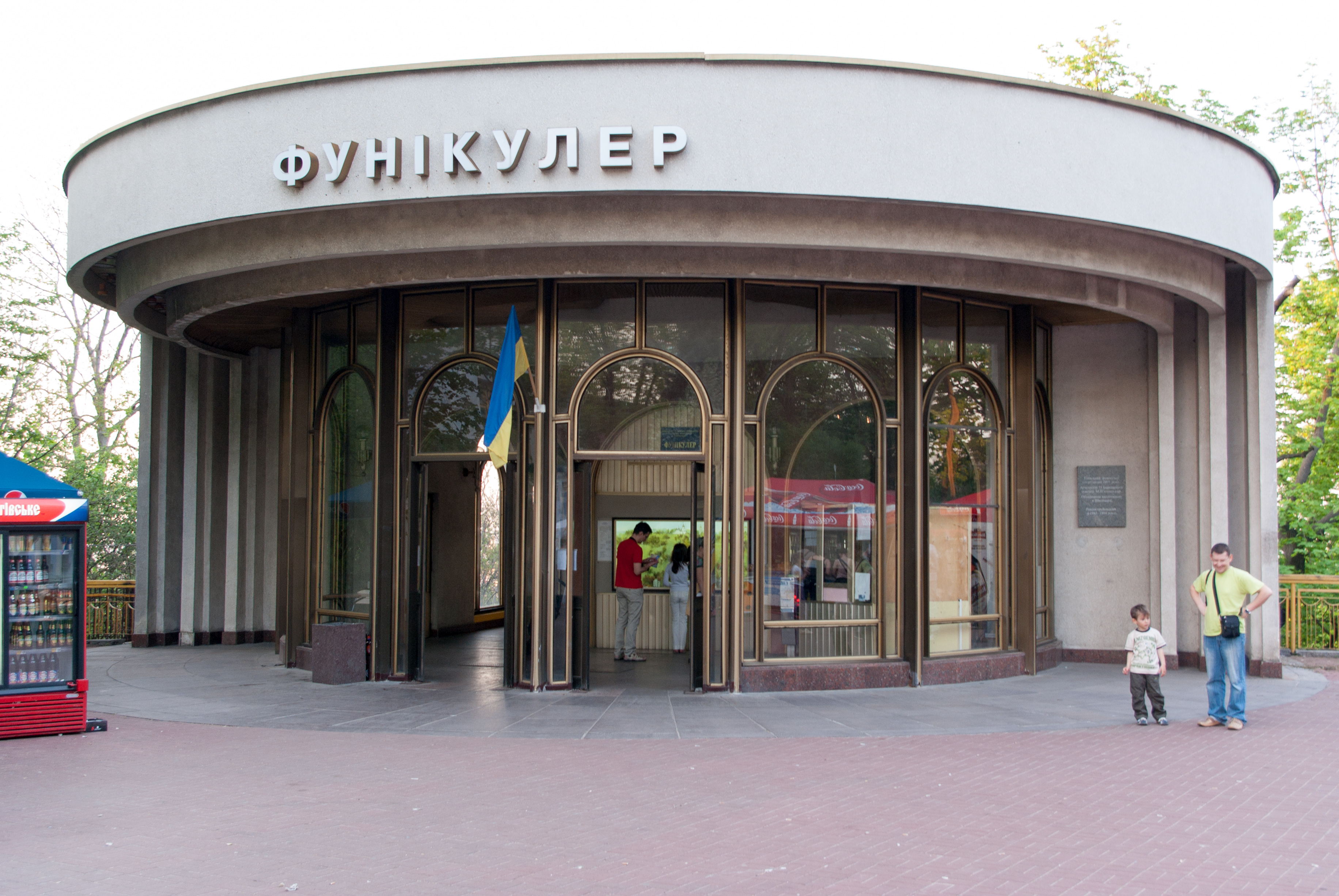
Stazione a monte
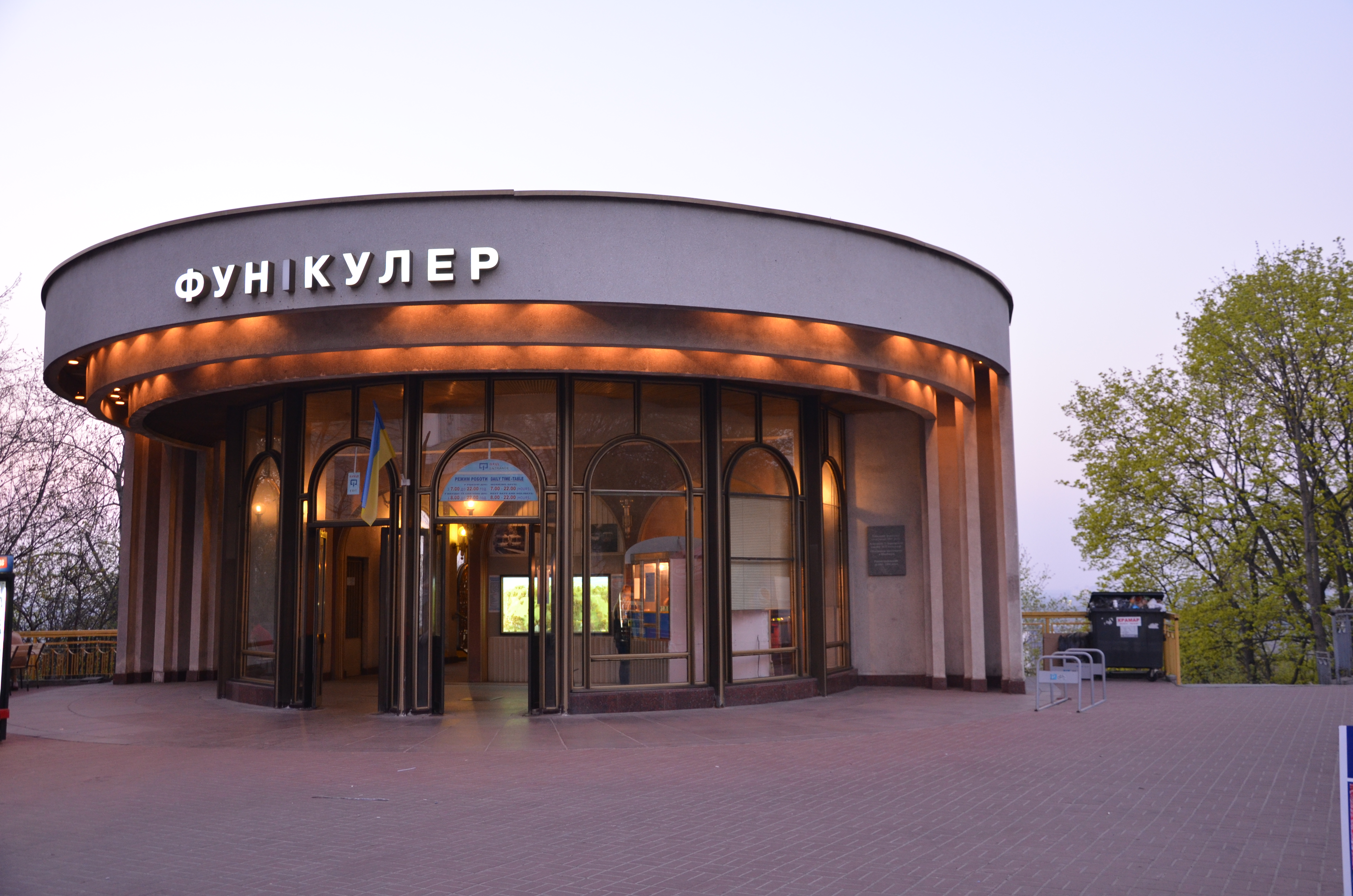
Stazione superiore illuminata
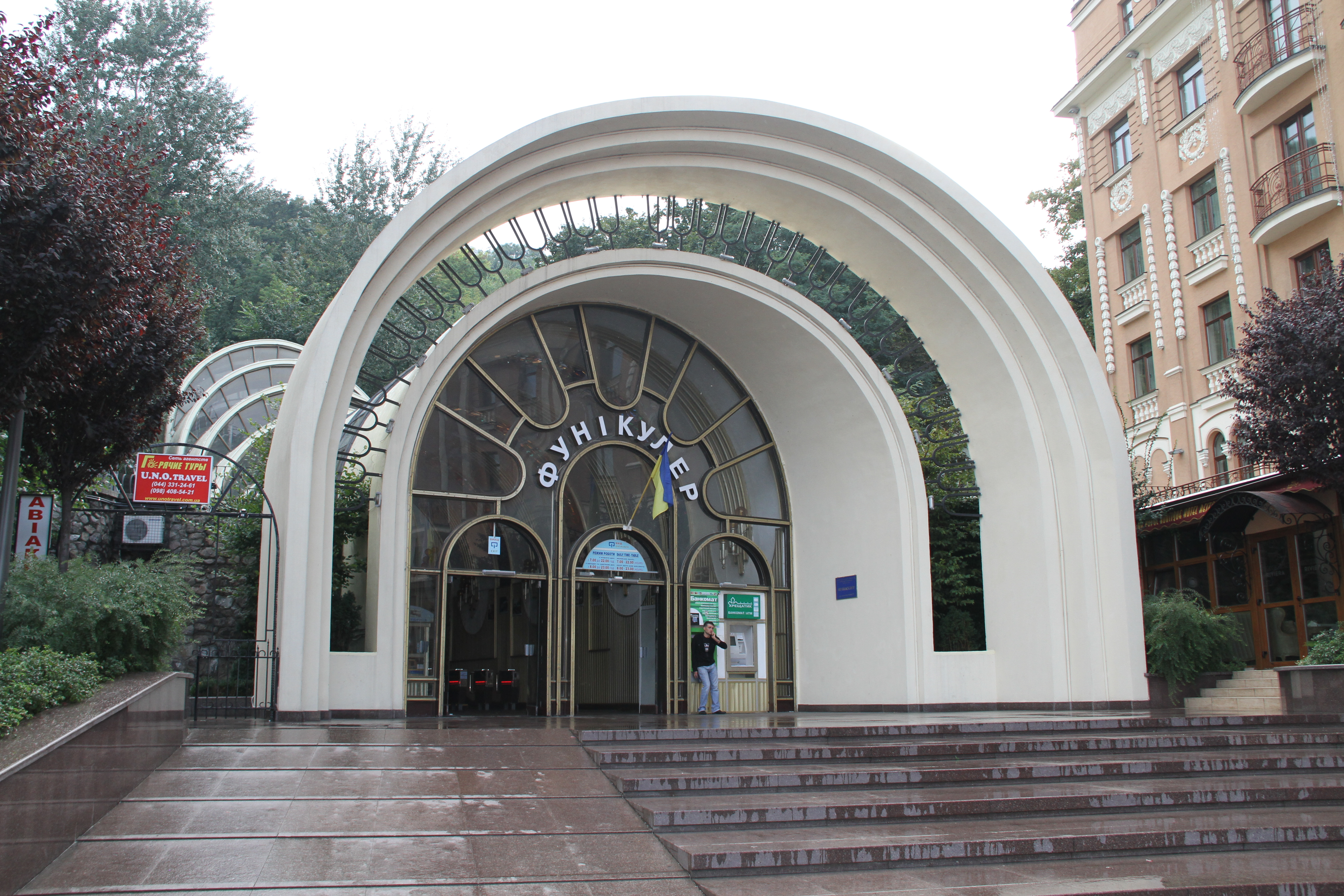
Stazione inferiore
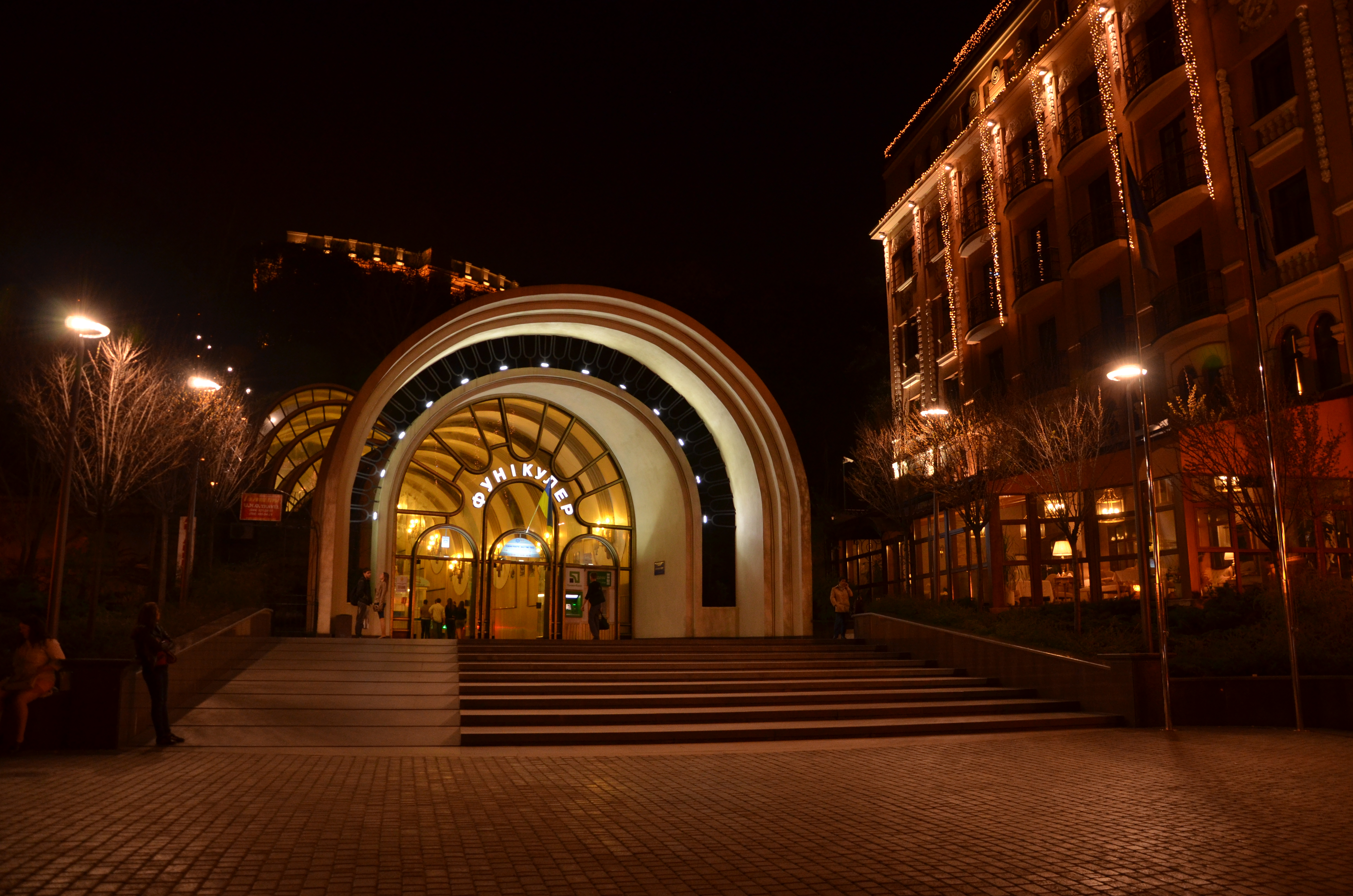
Stazione a valle di notte
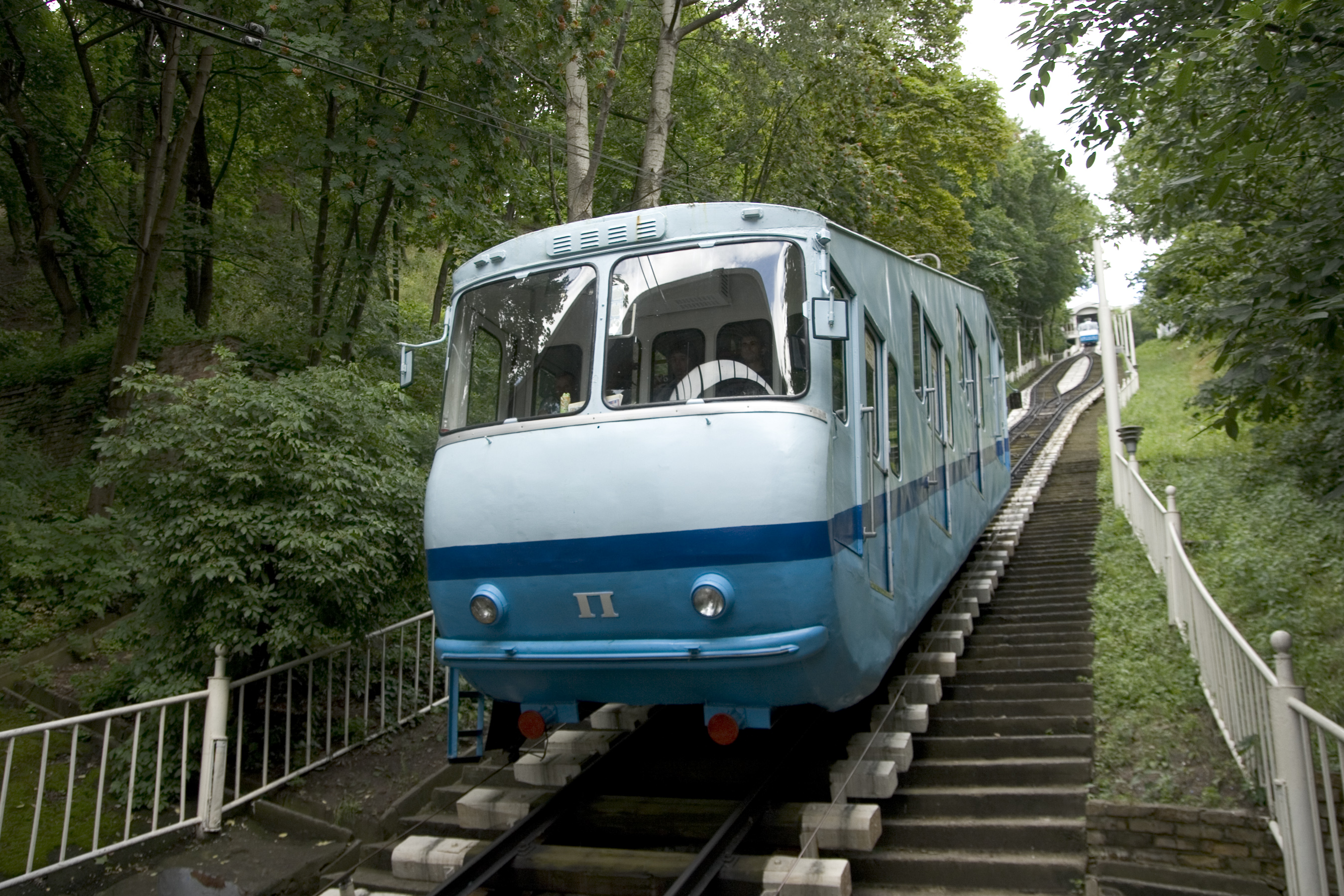
Vettura